# 诺埃米·伦格
诺埃米·伦格（羅馬尼亞語：Noemi Lung，1968年5月16日—），罗马尼亚女子游泳运动员。她曾代表罗马尼亚参加1988年和1992年夏季奥林匹克运动会游泳比赛，获得一枚银牌和一枚铜牌。